# Xenofont de Làmpsac
Xenofont de Làmpsac (en llatí Xenophon, en grec antic Ξενοφῶν), fou un escriptor grec que va néixer a Làmpsac.
Estava especialitzat en temes de geografia. L'esmenten Plini (Naturalis Historia IV, 13; VI, 31) i Gai Juli Solí (Solinus). Va ser, amb tota probabilitat, l'autor de l'obra titulada περίπλους ("Periplous", periple), que menciona Plini el Vell.